# Altenhof (Schleswig-Holstein)
Pour les articles homonymes, voir Altenhof.
Altenhof (en danois: Celmerstorp) est une commune de l'arrondissement de Rendsburg-Eckernförde, Land de Schleswig-Holstein.

## Géographie
La commune se situe au sud-est d'Eckernförde, le long de la baie (de), sur la Bundesstraße 76 et la ligne Kiel - Flensbourg (de).
Elle regroupe les quartiers d'Aschau, Kiekut et Schnellmark ainsi que le château d'Altenhof.

## Histoire
Des fouilles archéologiques prouvent une habitation depuis le Mésolithique. Des mégalithes datent du Néolithique.
La première mention du village date de 1410 sous le nom de "Oldenhave" ("alter Hof" en allemand, "vieille ferme"). Il est sur le même territoire qu'un autre village, "Celmerstorp", mentionné en 1295.
Un premier château est construit vers 1550, le manoir actuel est construit entre 1722 et 1728.
Après la Seconde Guerre mondiale, Altenhof est la résidence d'été du Commissaire britannique de Schleswig-Holstein.

## Jumelages
- Altenhof, devenu un quartier de Schorfheide,  Brandebourg, depuis 1990.